# Phổ hồng ngoại

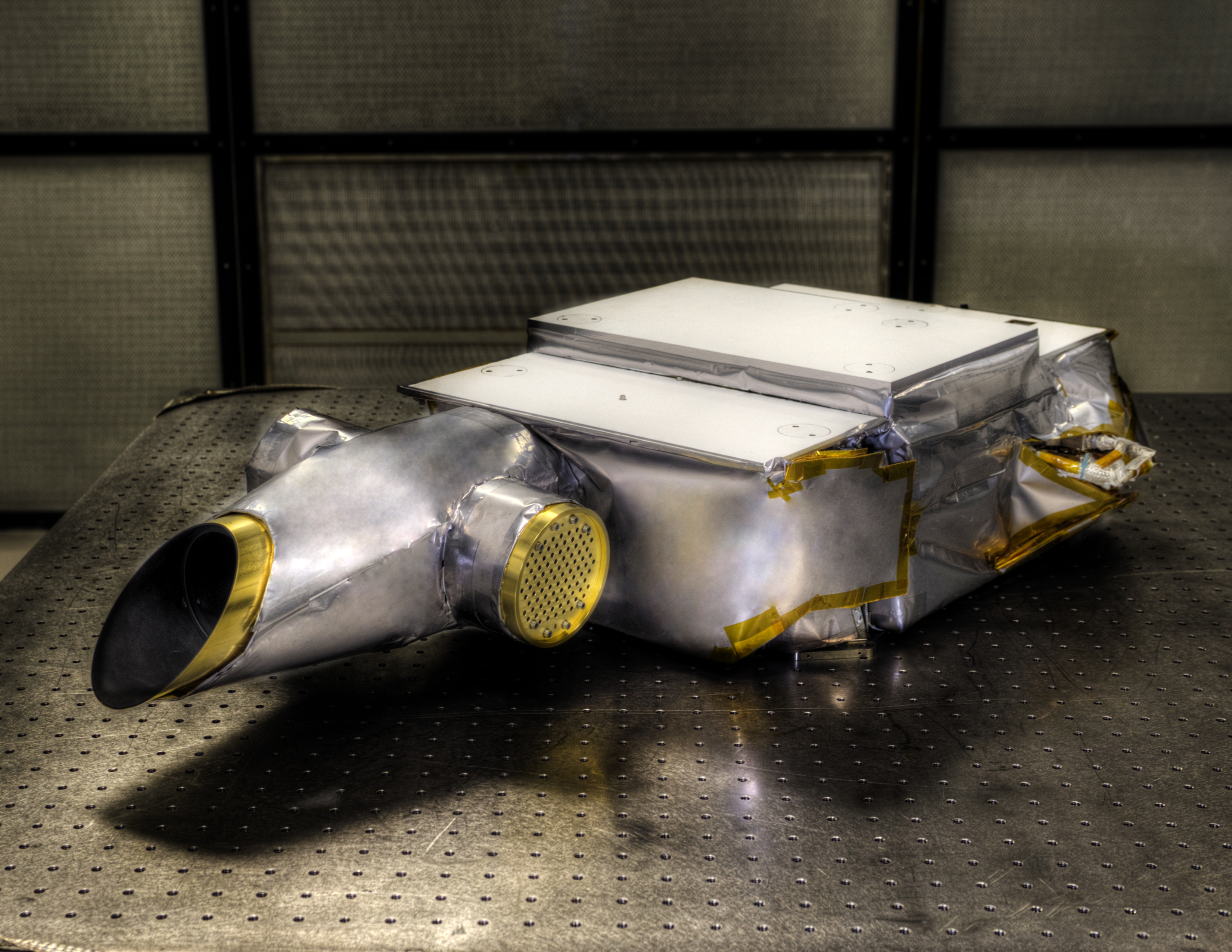
Thiết bị OVIRS của đầu dò OSIRIS-REx là máy phổ hồng ngoại

Phổ hồng ngoại (hay quang phổ hồng ngoại, tiếng Anh: Infrared Spectroscopy, viết tắt là phổ IR) là phép đo sự tương tác của bức xạ hồng ngoại với vật chất bằng hiện tượng hấp thụ, phát xạ hoặc phản xạ. Phổ IR được sử dụng để nghiên cứu và xác định hóa chất hoặc nhóm chức ở dạng rắn, lỏng hoặc khí. Phổ IR còn dùng để mô tả các đặc tính của vật liệu mới hoặc xác định, xác minh các mẫu đã biết và chưa biết. Phương pháp hoặc kỹ thuật phổ hồng ngoại được thực hiện bằng một dụng cụ gọi là máy phổ hồng ngoại (hoặc máy đo quang phổ). Phổ hồng ngoại có thể được hiển thị dưới dạng biểu đồ có trục tung là độ hấp thụ quang (hoặc độ truyền quang) cho bức xạ hồng ngoại và trục hoành là tần số, số sóng hoặc bước sóng. Đơn vị điển hình của số sóng trong phổ IR là cm−1. Đơn vị của bước sóng phổ IR thường được tính bằng micromet (trước đây gọi là "microns"), ký hiệu μm, có mối tương quan nghịch đảo đến số sóng. Một dụng cụ thí nghiệm phổ biến sử dụng kỹ thuật này là máy quang phổ hồng ngoại biến đổi Fourier (FTIR).
Bức xạ hồng ngoại của phổ điện từ thường được chia thành ba vùng; hồng ngoại gần, hồng ngoại sóng trung và hồng ngoại xa, được đặt tên theo mối quan hệ của phổ hồng ngoại với phổ khả kiến. Bức xạ hồng ngoại liên quan đến phần phổ điện từ nằm giữa vùng khả kiến và vùng vi sóng có bước sóng nằm trong vùng: vùng hồng ngoại gần: 14290 – 4000 cm−1 và hồng ngoại xa: 700 – 200 cm−1. Vùng phổ có ý nghĩa quan trọng nhất là vùng giữa 4000 và 400 cm−1.

## Lý thuyết

Mẫu thông số phổ IR của bromomethan (CH_{3}Br), cho thấy peak nằm ở khoảng 3000, 1300 và 1000 cm^{−1} (trục hoành).

Phân tử được cấu tạo từ các nguyên tử liên kết với nhau bằng các liên kết hóa học. Chuyển động của các nguyên tử liên kết hóa học với nhau tương tự dao động không ngừng của các hòn bi liên kết với nhau bằng các lò xo. Chuyển động của chúng có thể coi là kết quả cộng lại của các dao động kéo căng và nén. Nếu giữ chặt một hòn bi thì chuyển động của hòn bi còn lại theo mô hình dao động điều hòa (dao động tử)
Với phân tử có nhiều nguyên tử (có nhiều liên kết), dùng mô hình các hòn bi gắn trên các lò xò, mỗi nguyên tử có thể coi như một hòn bi treo trên các lò xò, dao động của nó có thể theo 3 hướng x, y, z trong không gian, những dao động như vậy gọi là dao động cơ bản hay dao động riêng.
Tổng số dao động riêng của phân tử có N nguyên tử là 3N – 5 đối với phân tử thẳng (phân tử tuyến tính, linear molecules) và 3N – 6 đối với phân tử không thẳng (phân tử phi tuyến tính, nonlinear molecules). Ví dụ, carbon dioxide (CO2) là phân tử có hình đường thẳng có 3 × 3 – 5 = 4 dao động riêng, trong khi phân tử nước (H2O) có hình góc (tức là không thẳng), chỉ có 3 × 3 – 6 = 3 dao động riêng.

Minh họa về dao động kéo căng - nén lcủa iên kết C–H của bromomethane

Khi phân tử bị kích thích có thể xảy ra quá trình dao động và quay đồng thời, năng lượng tương ứng của trạng thái dao động quay của phân tử được tính như tổng năng lượng dao động Ev (vibration) và năng lượng quay Er (rotation).
Các dao động riêng của phân tử có thể được kích thích bởi các bức xạ điện từ nhưng sự kích thích này có tính lựa chọn: Chỉ các dao động nào làm thay đổi momen lưỡng cực μ của phân tử mới bị kích thích bởi bức xạ hồng ngoại.

Dao động hóa trị và biến dạng của phân tử carbon dioxide CO_{2}. Phía trên bên trái: dao động hóa trị đối xứng. Phía trên bên phải: hóa trị không đối xứng. Phía dưới: dao động biến dạng.

Các nguyên tử trong nhóm CH2 X2, thường được tìm thấy trong các hợp chất hữu cơ và trong đó X có thể đại diện cho bất kỳ nguyên tử nào khác, có thể dao động theo chín cách khác nhau. 6 trong số các dao động này chỉ liên quan đến nhóm CH2: 
- 2 dao động hóa trị (ν, stretching modes): đối xứng (νs, s là symmetric) và bất đối xứng (νas, as là antisymmetric);
- 4 dao động biến dạng (bending modes): scissoring (δ), rocking (ρ, tạm dịch là "đu đưa"), wagging (ω) và twisting (τ, tạm dịch là "xoắn").

Dao động hóa trị (Stretching vibration) là những dao động làm thay đổi chiều dài liên kết của các nguyên tử trong phân tử nhưng không làm thay đổi góc liên kết. Dao động biến dạng (Bending vibration) là những dao động làm thay đổi góc liên kết nhưng không làm thay đổi chiều dài liên kết của các nguyên tử trong phân tử. Các cấu trúc phân tử không có hai nhóm thế X sẽ có ít loại dao động hơn. Ví dụ, trong phân tử nước, không tồn tại các dao động rocking, wagging, và twisting vì những kiểu chuyển động này của nguyên tử H thể hiện chuyển động quay đơn giản của toàn bộ phân tử chứ không phải là các dao động bên trong nguyên tử H. Thật vậy, phân tử H2O không thẳng sẽ có 3 × 3 – 6 = 3 dao động riêng, gồm 2 dao động hóa trị (đối xứng, bất đối xứng) và 1 dao động biến dạng, cả 3 có các mức năng lượng khác nhau. Trong trường hợp các phân tử phức tạp hơn, dao động ngoài mặt phẳng (out-of-plane) (γ) có thể xuất hiện.
| Tính đối xứng Hướng | đối xứng              | bất đối xứng                      |
| ------------------- | --------------------- | --------------------------------- |
| Radial              | Hóa trị đối xứng (νs) | Hóa trị bất đối xứng (νas)        |
| Latitudinal         | Scissoring (δ)        | Rocking (ρ, tạm dịch là "đu đưa") |
| Longitudinal        | Wagging (ω)           | Twisting (τ, tạm dịch là "xoắn")  |

Hình minh họa trên không thể hiện sự "giật lùi" (recoil) của các nguyên tử C, mặc dù thực tế là tồn tại nhằm cân bằng chuyển động tổng thể của phân tử, nhưng chuyển động này nhỏ hơn nhiều so với chuyển động của các nguyên tử H có khối lượng nhẹ hơn.

## Phổ hồng ngoại trong thực tế

### FTIR

Một giao thoa kế từ phép đo FTIR. Trục hoành là vị trí của gương và trục tung là lượng ánh sáng được phát hiện. Đây là "dữ liệu thô" có thể được biến đổi Fourier để có được phổ thực tế.

Quang phổ hồng ngoại biến đổi Fourier (Fourier transform infrared spectroscopy, FTIR spectroscopy) là một kỹ thuật đo lường cho phép người ta ghi lại phổ hồng ngoại. Ánh sáng hồng ngoại được dẫn qua giao thoa kế và sau đó đi qua mẫu vật(hoặc ngược lại). Một tấm gương chuyển động bên trong thiết bị làm thay đổi sự phân bố ánh sáng hồng ngoại đi qua giao thoa kế. Tín hiệu được ghi trực tiếp, được gọi là "giao thoa kế", biểu thị ánh sáng phát ra như một hàm của vị trí gương. Một kỹ thuật xử lý dữ liệu được gọi là biến đổi Fourier, biến dữ liệu thô này thành kết quả mong muốn (phổ của mẫu vật): ánh sáng phát ra dưới dạng hàm của bước sóng hồng ngoại (hoặc số sóng). Phổ của mẫu luôn được so sánh với phổ tham chiếu.

### Kính hiển vi hồng ngoại
Có nhiều loại kính hiển vi hồng ngoại (infrared microscopy) khác nhau, gồm các loại IR của kính hiển vi nhiễu xạ phụ (sub-diffraction microscopy) như IR NSOM, kính hiển vi quang nhiệt (photothermal microspectroscopy), Nano-FTIR và phổ hồng ngoại dựa trên kính hiển vi lực nguyên tử (atomic force microscope based infrared spectroscopy, AFM-IR).

### Các phương pháp khác trong quang phổ dao động phân tử
Gần đây, EELS độ phân giải cao (HREELS) đã nổi lên như một kỹ thuật thực hiện quang phổ dao động trong kính hiển vi điện tử truyền qua (TEM).

## Dải hấp thụ
Quang phổ hồng ngoại thường được sử dụng để xác định cấu tạo hóa học vì các nhóm chức tạo nên các dải đặc trưng cả về cường độ và vị trí (tần số). Vị trí của các dải này được tóm tắt trong các bảng tương quan như dưới đây.

Danh sách các dải phổ hồng ngoại chính. Ví dụ: nhóm carboxyl (-COOH) sẽ có dải C=O ở 1700 cm^{−1} và dải OH ở 3500 cm^{−1}. Số sóng có đơn vị là cm^{−1}.

### Vùng
Máy quang phổ thường được có hai vùng.
- vùng nhóm chức {\displaystyle \geq 1,500{\text{ cm}}^{-1}}

Trong vùng nhóm chức có từ một đến vài đỉnh (trough) cho mỗi nhóm chức.
- vùng fingerprint{\displaystyle <1,500{\text{ cm}}^{-1}}

Trong vùng fingerprint có nhiều đỉnh tạo thành một mẫu phức tạp, được ví như "dấu vân tay" để xác định hợp chất.

### Quy tắc Badger
Richard McLean Badger công bố quy tắc Badger này vào năm 1934, cho rằng trong thực nghiệm, độ bền của liên kết (xét về hằng số lực) tương quan với độ dài liên kết. Nghĩa là, độ bền liên kết tăng dẫn đến sự rút ngắn độ dài liên kết tương ứng và ngược lại.

## Công dụng

Máy quang phổ hồng ngoại dùng để phân tích thuốc chống côn trùng diethyltoluamide (DEET), 1960

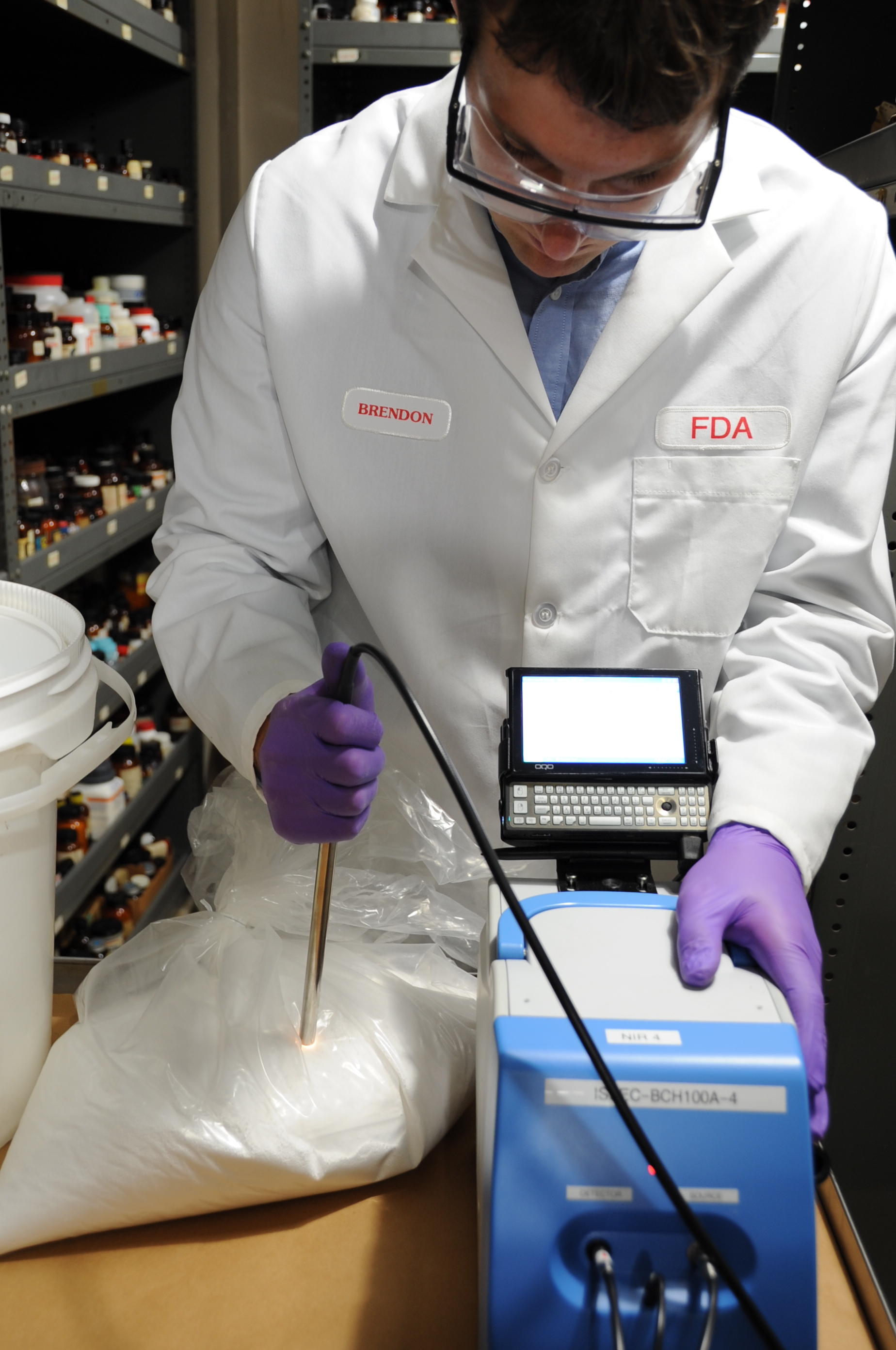
Nhà khoa học của Cục Quản lý Thực phẩm và Dược phẩm Hoa Kỳ sử dụng thiết bị quang phổ cận hồng ngoại cầm tay để phát hiện các hợp chất nghi là bất hợp pháp

Phổ hồng ngoại là một kỹ thuật đơn giản và đáng tin cậy được sử dụng rộng rãi trong cả hóa học hữu cơ và vô cơ, trong nghiên cứu và công nghiệp. Trong nghiên cứu xúc tác, đây là một công cụ rất hữu ích để mô tả đặc tính của chất xúc tác, cũng như để phát hiện các chất trung gian phản ứng và sản phẩm trong quá trình phản ứng có xúc tác. Phổ IR được sử dụng để kiểm soát chất lượng, đo lường động (dynamic measurement) và giám sát, chẳng hạn như đo nồng độ CO2 trong thời gian dài trong nhà kính bằng máy phân tích khí hồng ngoại.
Phổ IR cũng được sử dụng trong phân tích pháp y trong cả vụ án hình sự và dân sự, ví dụ như trong việc xác định giáng hóa polymer. Phổ IR có thể được sử dụng để xác định nồng độ cồn trong máu của lái xe nghi sử dụng rượu bia.
Quang phổ hồng ngoại đã được sử dụng thành công trong phân tích và xác định sắc tố trong tranh và các công trình nghệ thuật như các bản thảo chiếu sáng (Illuminated manuscript).
Phổ IR ứng dụng mạnh mẽ trong lĩnh vực vi điện tử bán dẫn: ví dụ, phổ IR có thể được áp dụng cho các chất bán dẫn như silic, gali arsenide, gali nitride, kẽm selenide, silic vô định hình, silic nitride, v.v.
Một ứng dụng quan trọng khác của phổ IR là công nghiệp thực phẩm để đo nồng độ của các hợp chất khác nhau trong sản phẩm.
Phổ IR cũng được sử dụng trong các thiết bị phát hiện rò rỉ khí như DP-IR và EyeCGA. Những thiết bị này phát hiện rò rỉ khí hydrocarbon trong quá trình vận chuyển khí tự nhiên và dầu thô.
Tháng 2 năm 2014, NASA đã công bố một cơ sở dữ liệu được nâng cấp dựa trên phổ IR, để theo dõi các hydrocacbon thơm đa vòng (PAH) trong vũ trụ. Theo các nhà khoa học, hơn 20% lượng carbon trong vũ trụ có thể liên quan đến hydrocacbon thơm đa vòng (theo thuyết Thế giới PAH thì đây là nguyên liệu khởi đầu hình thành sự sống). PAH dường như đã được hình thành ngay sau Vụ nổ lớn, lan rộng khắp vũ trụ và có liên quan đến các ngôi sao và hành tinh ngoài Hệ Mặt Trời mới.
Phổ IR là một phương pháp phân tích quan trọng trong quá trình tái chế nhựa thải sinh hoạt và là phương pháp tách biệt tiện lợi để phân loại nhựa thuộc các loại polyme khác nhau (PET, HDPE,...).
Các phát triển khác bao gồm máy phổ IR thu nhỏ được liên kết với cơ sở dữ liệu đám mây và phù hợp cho mục đích sử dụng cá nhân hàng ngày, và chip quang phổ NIR được "nhúng" (embedded) trong điện thoại thông minh và các thiết bị khác nhau.

### Danh pháp
Các danh pháp tiếng Việt trong bài viết này dựa trên tài liệu: